# Pablo Torres (2005)
Pablo Torres Arias (Madrid, 10 november 2005) is een Spaans wielrenner.

## Carrière
In 2023, als tweedejaars junior, behaalde Torres enkele overwinningen en ereplaatsen in vooral het Spaanse nationale circuit. In september nam hij deel aan de wegwedstrijd op het Europese kampioenschap, waar hij de finish niet bereikte.
In 2024 maakte Torres als eerstejaars belofte de overstap naar de opleidingsploeg van UAE Team Emirates. In januari reed hij, namens de hoofdmacht van de ploeg, een viertal eendagskoersen in eigen land. In juni eindigde hij, met een achterstand van 52 seconden op winnaar Jarno Widar, als tweede in het eindklassement van de Ronde van Italië voor beloften. Vijf dagen later werd hij tiende in het nationale kampioenschap tijdrijden bij de eliterenners. In de Ronde van de Aostavallei, een andere belangrijke etappekoers voor beloften in Italië, won Torres de slotrit naar Breuil-Cervinia. In de Ronde van de Toekomst won Torres de vierde etappe, waarna hij de leiderstrui overnam van Joseph Blackmore. Een dag later verloor hij bijna vijf minuten, waardoor Blackmore de leiderstrui heroverde. In de slotrit, met aankomst op de Colle delle Finestre, trok Torres aan de voet van de slotklim ten aanval, waarna enkel Blackmore kon volgen. Even later moest ook Blackmore lossen en soleerde Torres naar de overwinning. Aan de finish had Blackmore, die bijna vier minuten verloor, twaalf seconden over om het eindklassement op zijn naam te schrijven; Torres werd tweede. Hij belkom de col sneller dan onder meer recordhouder José Rujano (in 2011) en Chris Froome (in 2018).
In 2025 werd Torres prof bij UAE Team Emirates-XRG, dat hem na één seizoen overhevelde vanuit hun opleidingsploeg en voor zes jaar vastlegde.

## Palmares

### Overwinningen
2024
5e etappe Ronde van de Aostavallei
4e en 6e etappe Ronde van de Toekomst
Jongerenklassement Ronde van de Toekomst
2025
Jongerenklassement Ronde van de Abruzzen

### Resultaten in kleinere rondes
| Jaar | Tour Down Under | Ronde van Catalonië |
| ---- | --------------- | ------------------- |
| 2025 | 22e             |                     |

## Ploegen
- 2024 –  UAE Team Emirates Gen Z
- 2025 –  UAE Team Emirates-XRG